# Poteč
Poteč là một làng thuộc huyện Zlín, vùng Zlínský, Cộng hòa Séc.